# امپراتریس گنشو
امپراتریس گنشو (به ژاپنی: 元正天皇 Genshō)؛ چهل و چهارمین امپراتور ژاپن بود.